# Sylvia Safdie
Sylvia Safdie (1942) é uma artista canadiana.
Safdie nasceu em Aley, no Líbano, em 1942, filha de Leon e Rachel Safdie. Em 1953 a família mudou-se de Haifa, Israel, para Montreal, Quebec.

## Carreira artística
O seu trabalho encontra-se incluído nas coleções do Musée national des beaux-arts du Québec e do Museu de Belas Artes de Montreal Em 2000, Safdie foi o tema do filme Earth Marks, dirigido por Doina Harap. O livro de 2013, The Video Art of Slyvia Safdie, examinou os seus trabalhos em vídeo produzidos entre 2001 e 2012.